# Fès
Fès, detta anche Fes o Fez (in arabo: فاس, Fās; in berbero: ⴼⴰⵙ, Fas) è una città santa del Marocco, a 350 m s.l.m., nel fondo di una fertile vallata, capoluogo della regione di Fès-Meknès. La città vecchia è, per i suoi monumenti, i suoi mercati e le sue moschee, considerata uno dei centri più attraenti di tutto il mondo islamico.
Tra le maggiori città del Marocco, Fès è la più antica delle quattro Città imperiali e deve questo prestigio alla sua prevalenza politica secolare e all'importanza della sua antica università, sulla cultura e sull'arte del Maghreb.

## Storia
Si attribuisce l'avvio della fondazione, iniziata nel 789, a un discendente del profeta, di nome Idrīs ibn Idrīs (poi Idrīs I), morto nel 791, che in tarda età vi fissò la sua capitale. La città sorgeva sulla riva destra del fiume Fās (Wadi Fās) e da questa avrebbe desunto il suo nome. Il figlio Idrīs II completò invece la costruzione di un diverso insediamento, sulla riva sinistra dello stesso wadi, dandogli il nome di al-ʿĀliya (La Suprema) e fissò qui la capitale della sua dinastia nell'809.
Nell'812 degli andalusi cacciati dagli Omayyadi del Califfato di Cordova s'insediarono nella Fès di Idrīs I e i due gruppi svilupparono le due comunità sulle rive opposte del wadi, costruendo proprie moschee, mercati e fortificazioni. In seguito la dinastia degli Almoravidi unì i due insediamenti, le singole fortificazioni vennero abbattute e fu costruita una nuova cinta muraria. Anche se la capitale degli Almoravidi fu Marrakesh, Fès rimase una città di primaria importanza sotto la dinastia, tant'è che Yūsuf ibn Tāshfīn è considerato il secondo fondatore della città.
Anche i successori degli Almoravidi, gli Almohadi, mantennero la capitale a Marrakesh, ma ampliarono notevolmente Fès, e sotto il loro dominio la città divenne per un breve periodo (tra il 1170 e il 1180) la più grande del mondo, raggiungendo i 200 000 abitanti. Nel 1250, con la presa definitiva dei Merinidi, Fès divenne nuovamente capitale, e nel 1276 il sultano Abū Yūsuf Yaʿqūb avviò le costruzioni di un nuovo insediamento chiamato inizialmente "Madīnat al-Bayḍāʾ" (la città bianca), presto cambiato in Fes el-Jadid (Fès la Nuova) per distinguerla dalla preesistente Fes el-Bali (Fès la vecchia).
Agli inizi del XV secolo Fās al-Jadīd fu dotata di una mellāḥ (ghetto) in cui furono trasferiti gli ebrei della città. Gli ebrei convissero con i musulmani senza molte difficoltà, pur con qualche restrizione che sopravvisse fino all'avvento del protettorato: non potevano cavalcare cavalli o muli, né portare calzature all'esterno della mellāḥ. Poterono costruire le loro sinagoghe e i loro cimiteri, emigrando in massa a partire dagli anni 1950 (principalmente verso Casablanca, la Francia ed Israele), abbandonando case e beni, che i concittadini musulmani adibirono a loro abitazioni o a depositi e mostre di tappeti. Nella città rimangono circa 300 ebrei.

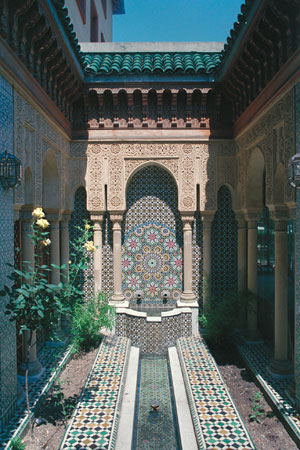
Architettura della medina di Fès.

La città conobbe un particolare periodo di prosperità durante il regno del sultano merinide Abu al-Rabi Sulayman all'inizio del XIV secolo e sotto il suo successore Abu Sa'id Uthman II (che regnò dal 1310 al 1331), che fecero di Fès un centro industriale e commerciale. L'Università al-Qarawiyyīn crebbe in fama attirando i migliori docenti dell'Islam. Il tramonto della dinastia merinide segnò l'inizio del lento regresso di Fès.
Nel 1471 la città cadde nelle mani della dinastia dei Banu Wattas (o Wattasidi). Nel 1492 iniziò l'immigrazione in tutto il Marocco e soprattutto nella città di Fès degli ebrei sefarditi espulsi dalla Spagna, in seguito arrivarono anche molti ebrei in fuga dal Portogallo, l'immigrazione continuò fino al XVI secolo. Nel XVII secolo iniziò invece l'immigrazione dei moriscos musulmani espulsi da Filippo III di Spagna.
Distrutta in parte da un terremoto nel 1522, la città passò sotto i Sadiani e perse d'importanza a favore di Marrakech, divenuta la capitale, come pure di Meknès anch'essa successivamente capitale sotto il sultano alawide Mulay Isma'il. Ridivenne capitale nel XVIII secolo e rifiorì nuovamente. Nel 1912 col protettorato francese Fès perse nuovamente d'importanza anche se si ebbe un certo sviluppo di nuovi quartieri di aspetto occidentale.
Il governatore francese Louis Lyautey la dichiarò infatti città monumentale ma trasferì le funzioni politiche e amministrative a Rabat, ancora oggi capitale del regno indipendente dal 1956; Fès ha, quindi, nel contesto marocchino, un ruolo principalmente di città d'arte e dell'artigianato, conservando quello di capitale religiosa. Nel gennaio 1944, è stato scritto il Manifesto per l'indipendenza in una casa della vecchia medina di Fès, situata oggi a Place de l'Istiqlal.
La città, dopo l'indipendenza, ha dovuto affrontare gravi problemi di povertà e degrado, avendo registrato ampi movimenti migratori dalle zone rurali d'individui sottoccupati che vivono in condizioni misere, occupando le case lasciate libere dagli emigrati, in promiscuità e stipati nei locali. Nel corso del XX secolo una parte della borghesia e degli intellettuali l'hanno abbandonata, preferendo le più moderne e ricche di opportunità Casablanca e Rabat.

## Geografia fisica

### Clima
| Fès                 | Mesi | Mesi | Mesi | Mesi | Mesi | Mesi | Mesi | Mesi | Mesi | Mesi | Mesi | Mesi | Stagioni | Stagioni | Stagioni | Stagioni | Anno  |
| Fès                 | Gen  | Feb  | Mar  | Apr  | Mag  | Giu  | Lug  | Ago  | Set  | Ott  | Nov  | Dic  | Inv      | Pri      | Est      | Aut      | Anno  |
| ------------------- | ---- | ---- | ---- | ---- | ---- | ---- | ---- | ---- | ---- | ---- | ---- | ---- | -------- | -------- | -------- | -------- | ----- |
| T. max. media (°C)  | 14,7 | 16,2 | 18,5 | 21,7 | 25,6 | 31,2 | 35,8 | 35,8 | 30,7 | 25,2 | 18,9 | 15,5 | 15,5     | 21,9     | 34,3     | 24,9     | 24,1  |
| T. min. media (°C)  | 4,1  | 5,4  | 6,3  | 8,9  | 11,8 | 15,0 | 18,4 | 18,6 | 16,1 | 12,0 | 7,7  | 4,9  | 4,8      | 9,0      | 17,3     | 11,9     | 10,8  |
| Precipitazioni (mm) | 84,6 | 81,1 | 71,3 | 46,0 | 24,1 | 6,4  | 1,2  | 1,9  | 17,7 | 41,5 | 90,5 | 82,2 | 247,9    | 141,4    | 9,5      | 149,7    | 548,5 |
| Giorni di neve      | 0,2  | 0,0  | 0,0  | 0,0  | 0,0  | 0,0  | 0,0  | 0,0  | 0,0  | 0,0  | 0,0  | 0,0  | 0,2      | 0,0      | 0,0      | 0,0      | 0,2   |

## Monumenti e luoghi d'interesse

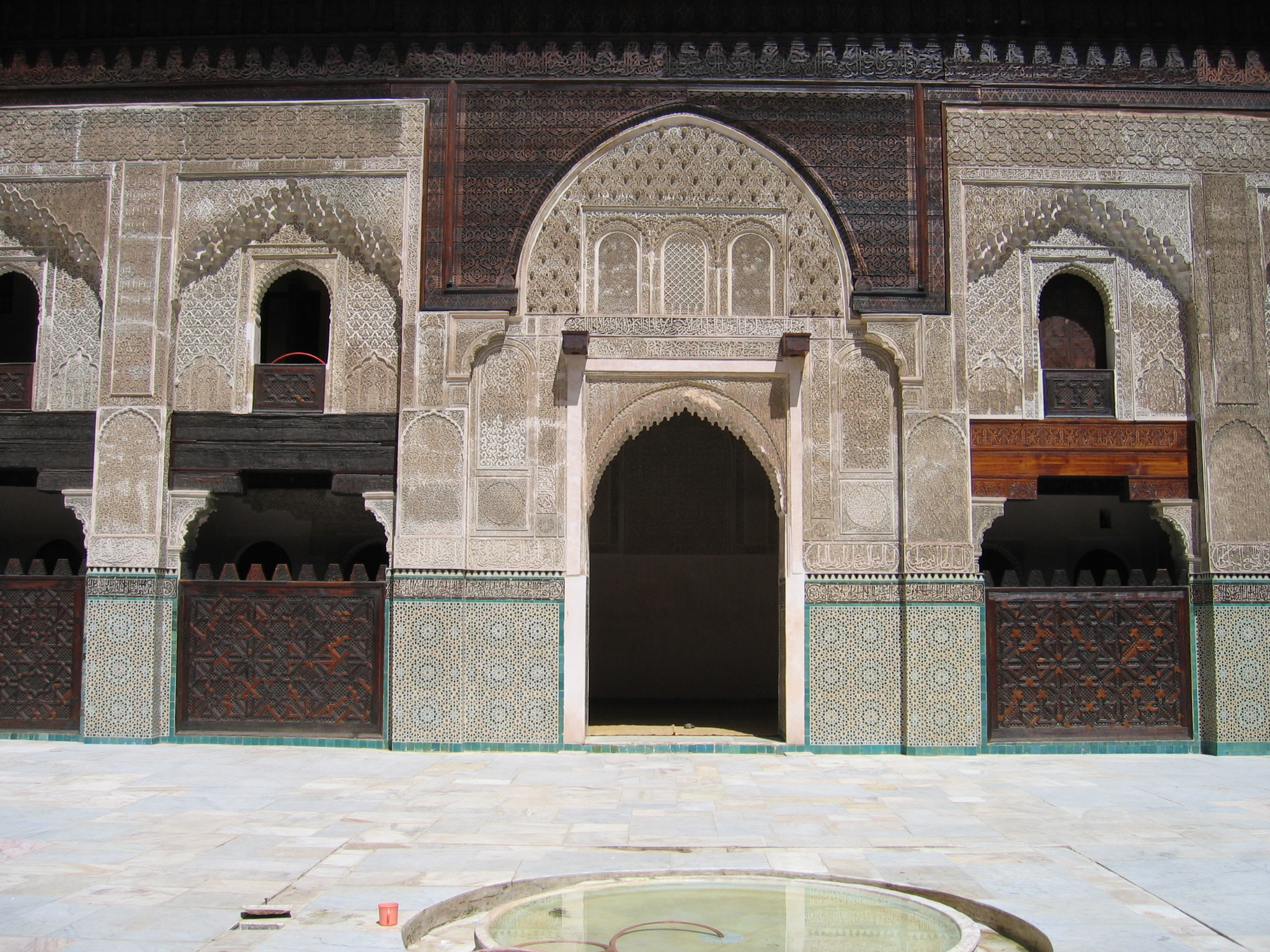
Il cortile della Madrasa Bou Inania.

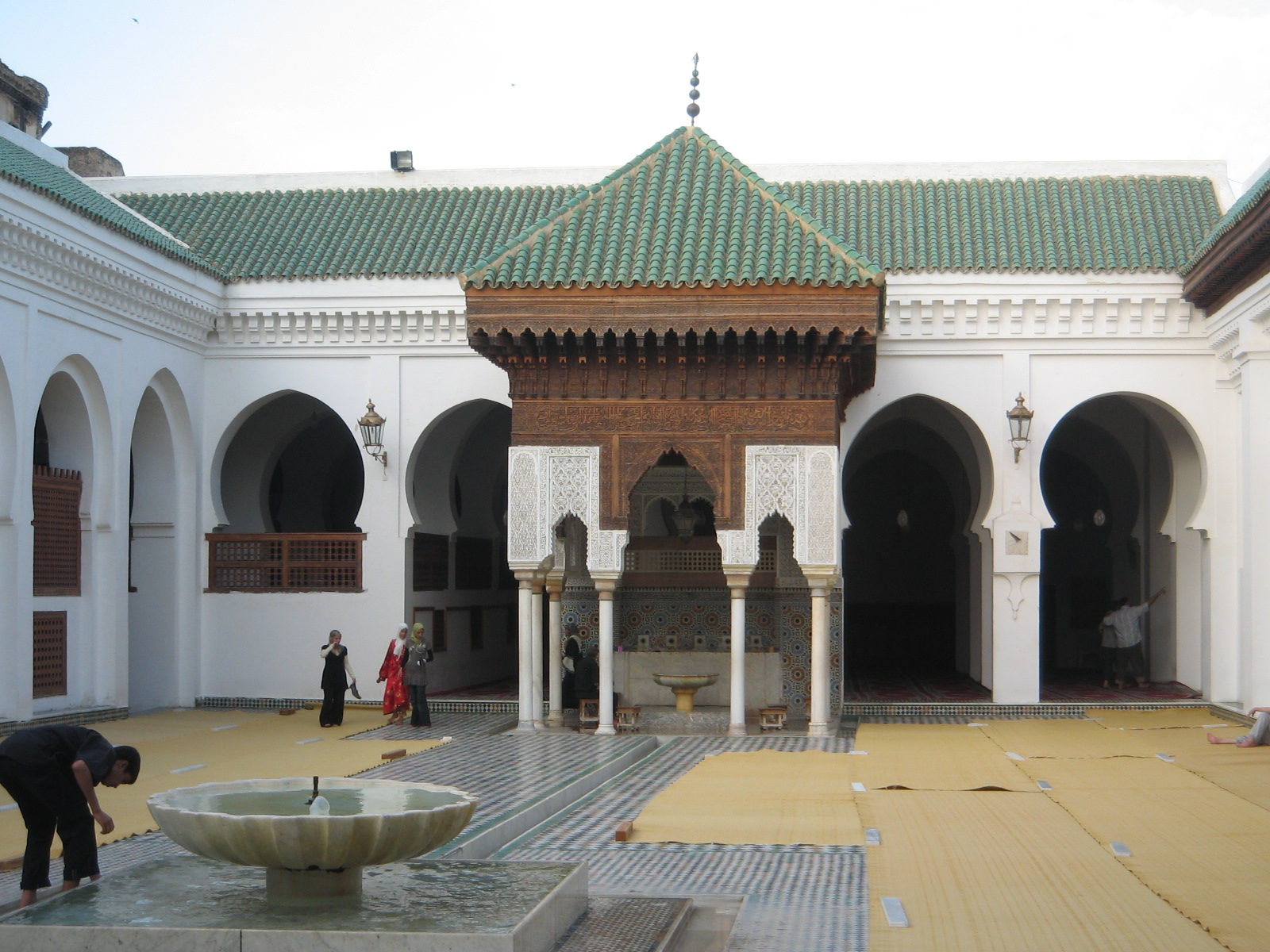
Patio centrale dell'università al-Qarawiyyin.

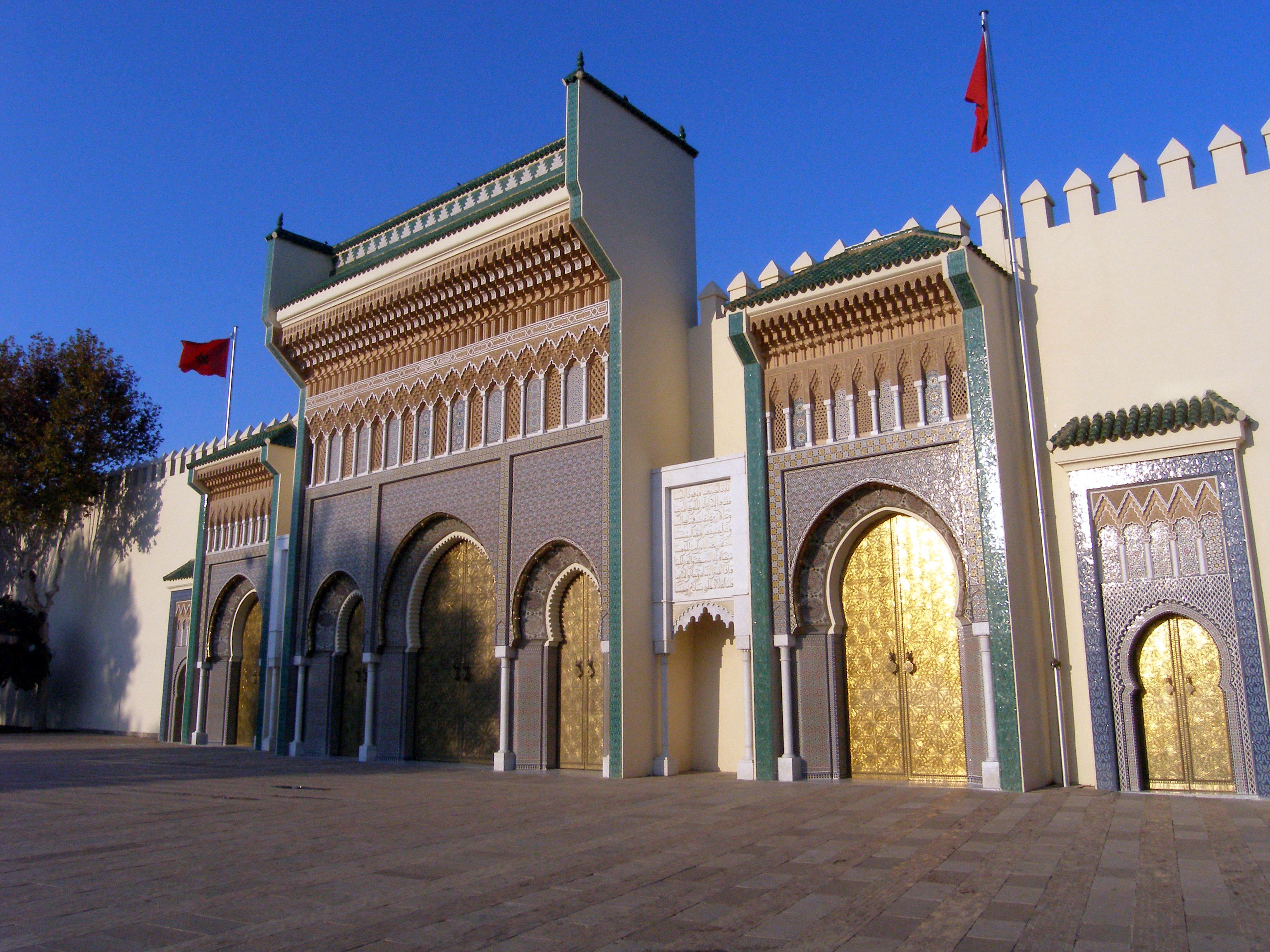
L'ingresso principale del Palazzo Reale, iniziato nel XIV secolo e finito nel XX secolo su disegno di re Hassan II.

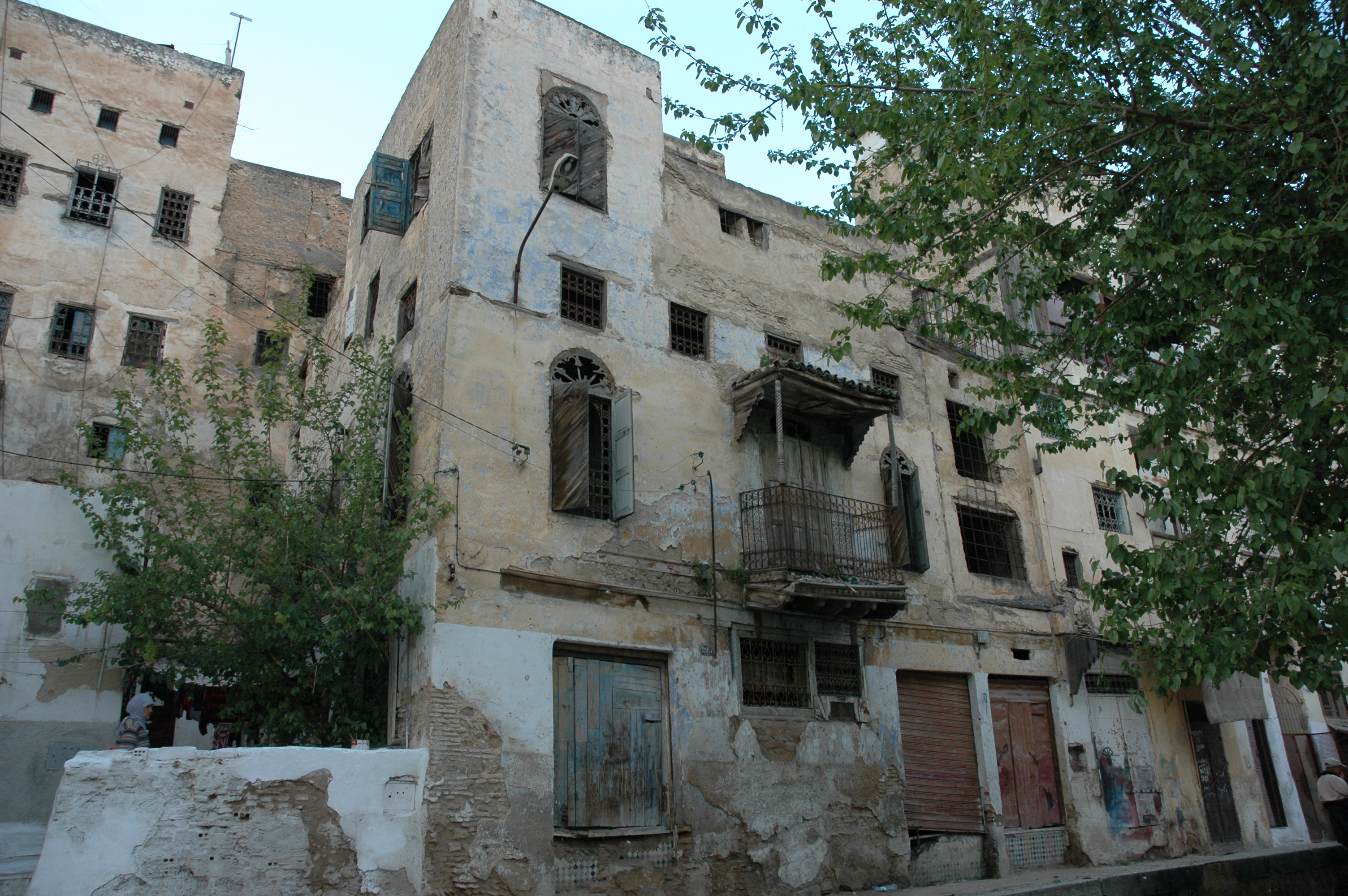
La casa del rabbino nel mellah di Fès.

Fès è famosa per la sua medina, nome con cui gli europei indicano la parte vecchia delle città arabe, si tratta essenzialmente di Fes el-Bali in cui si manifesta tutta la complessità di una città musulmana antica con le sue tortuose e strette strade, percorribili solo a piedi in cui i trasporti avvengono con gli asini carichi fino all'inverosimile che ingombrano i vicoli più stretti, fino a costringere i passanti a schiacciarsi contro le pareti. L'intrecciarsi delle strade è tale per cui i turisti sono consigliati di munirsi di guide ufficiali per non correre il rischio di perdersi. Ogni tanto si aprono slarghi o piccole piazze con mercati di ogni tipo. I negozi espongono nelle vetrine le merci anche più imprevedibili, anche dentiere, ma accanto ai prodotti occidentali ci sono prodotti dell'artigianato del legno, del metallo, del cuoio, ed anche botteghe artigiane dei più svariati mestieri.

### Madrasa Bou Inania
Fra i monumenti notevoli la Medersa Madrasa Bou Inania, con alloggio per gli studenti, fronteggiata da un orologio ad acqua e da un arco che scavalca la strada. Eretta nel 1350-57 dal sultano Abū ʿInān secondo i canoni architettonici di questo tipo di costruzioni, ha sulla sinistra del portale maggiore (in legno di cedro placcato in bronzo lavorato) una più modesta porta detta "degli scalzi", riservata ai visitatori che si dovevano pulire i piedi grazie ad una canaletta d'acqua che scorreva vicino, per non sporcare il luogo.
Tutti gli edifici del complesso si affacciano su un cortile il cui pavimento è ornato da marmo, onice, gesso e legno scolpito. Le porte degli edifici sono finemente decorate, i gradini per salire al piano superiore, sede degli alloggi, sono bordati in onice. Al seminterrato si trovano le aule, lungo un lato del cortile si apre la sala di preghiera, il cui ingresso è vietato ai non musulmani, e dall'esterno si può solo sbirciare il miḥrāb (nicchia che indica la direzione della Kaʿba, verso cui si deve rivolgere la preghiera) finemente decorato, le antiche vetrate e i capitelli.

### Moschea e Università al-Qarawiyyin
La città ha molte moschee con relativi minareti, la più importante è la Moschea al-Qarawiyyīn (francesizzata Karaouine), ossia "Moschea degli abitanti di Qayrawān"), fondata nell'857 da Fāṭima, figlia di Muḥammad al-Fihrī, espatriato appunto da Qayrawān, più piccola in origine ma ampliata nel 1135-44. La Moschea è anche sede della più antica università islamica, con una biblioteca di antichi testi coranici ed è seconda per prestigio - insieme alla Zaytūna di Tunisi - solo ad al-Azhar del Cairo, fondata nel X secolo.

### Palazzo reale
Il Palazzo reale, coprendo un'area di 80 ettari, è un complesso di edifici, giardini cortili, composto da un serraglio, una moschea, una madrasa merinide del 1320 e una kubba: piccolo edificio cubico sormontato appunto da una cupola che custodisce il sepolcro di un personaggio stimato o venerato. In Occidente alcuni chiamano erroneamente la kubba col nome di marabut invece murābiṭ, o marabutto, indica un sufi che si ritirava in un ribāṭ, sorta di eremo eretto in aree non abitate e spesso lungo i confini delle aree islamiche, per condurvi vita monastica di meditazione, difendendo al contempo la dār al-Islām, il territorio sottoposto alla legge islamica.
Generalmente le kubba sono mèta di pellegrinaggi per ottenere la "baraka" cioè la "benedizione", la fortuna, la buona sorte.
Il palazzo si trova nel quartiere di Fes el-Jadid. Al sito è impedito l'accesso al pubblico e di esso si possono solo vedere dall'esterno le porte dorate costruite fra il 1969 e il 1972. La porta d'entrata principale è decorata con piastrelle zellige e legno di cedro intagliato.

### Altri luoghi caratteristici
Nella medina è presente il mellah, l'antico quartiere ebraico, analogo al ghetto europeo.
La città è sede della sinagoga Ibn Danan.
Un'altra madrasa è quella degli ʿAṭṭārīn (profumieri), eretta dal sultano Abū Saʿīd ʿUthmān nel 1323-25, uno dei capolavori dell'arte merinide a Fès.
Interessante è la cerchia delle mura che circonda insieme le due città ed è munita di torri e di pregevoli porte.

## Società
Fès conobbe una vasta immigrazione dalle regioni rurali circostanti che portarono ad un incremento demografico e ad un conseguente ampio sviluppo edilizio nella città nuova.

### Antiche famiglie di Fès
Le antiche famiglie della città (definite fassi) conservano tratti culturali che trovano buona parte delle loro origini nella cultura araba andalusa e che le distinguono dalla popolazione immigrata dalle campagne nel XX secolo. La tradizionale borghesia oligarchica (makhzen) di Fès ha ricoperto nei secoli un ruolo di primo piano nella monarchia marocchina. La borghesia si suddivideva tradizionalmente tra famiglie chorfa, discendenti del Profeta Maometto, famiglie ʿulamāʾ, dedite allo studio della religione e al mantenimento della tradizione, e famiglie mercantili, che si occupavano del commercio e dell'esportazione di pelli, tessuti e tappeti. La borghesia di Fès è caratterizzata nelle origini da un'eterogeneità etnica che comprende origini andaluse, berbere e arabe; numerose famiglie sono originarie di al-Qayrawan. Una componente importante è composta dai beldiyin, discendenti da importanti famiglie ebraiche convertitesi all'Islam nel XV secolo. Tra le principali famiglie fassi si citano i Abdellaoui Maâne, i Alaoui, i Amrani Joutei, i Ayouch, i Belkhayat, i Benchekroun, i Benjelloun, i Benkiran, i Bennani, i Bennis, i Bennouna, i Benslimane, i Bensouda, i Benzakour, i Berrada, gli Chraïbi, i Diouri, gli El Fassi, gli El Kohen, i Filali, i Guennoun, i Guessous, i Iraqi, i Kadiri, i Kafhali, i Kettani, i Lahbabi, i Lahlou, i Mernissi, i Sebti, i Sefrioui, i Serhani, i Slaoui, gli Sqalli, i Tahiri, i Tazi, i Touzani e gli Yacoubi. La gran parte delle antiche famiglie borghesi fassi abbandonò nel XX secolo la città vecchia per emigrare verso i quartieri della città nuova e verso altre città del Marocco; molte di queste famiglie si stabilirono in particolare, a partire dal XIX secolo, a Casablanca, divenuta nel XX secolo il nuovo polo economico del paese, dove mantennero il loro tradizionale monopolio della politica e della finanza marocchina. La città vecchia fu ripopolata da famiglie immigrate dalle zone rurali circostanti.

### Comunità ebraica
La città è stata storicamente sede di un'antica comunità ebraica, storicamente concentrata nel mellah di Fès, che contava 10.507 unità nel 1936, saliti a 16.050 nel 1951. La comunità, incoraggiata da agenti sionisti legati all'Agenzia ebraica e poi dal Mossad, è emigrata in massa verso Israele e Francia tra gli anni 1950 e 1960. Molte famiglie ebraiche appartenenti alla borghesia si stabilirono invece a Casablanca.

### Lingue e dialetti
Il tradizionale dialetto arabo urbano di Fès è di tipo pre-hilalico ed era parlato tradizionalmente a Fès el-Bali e nel mellah. Oggi è tendenzialmente preservato dalle donne delle antiche famiglie della città, in quanto considerato espressione di femminilità e di eleganza, mentre gli uomini sono generalmente incoraggiati ad adottare la koinè araba marocchina. Tra le principali caratteristiche fonetiche e morfologiche del dialetto di Fès si cita l'uso dei fonemi /ɹ/ al posto di /r/ e di /q/ al posto di /g/ (ad esclusione della parola qāl, dove viene adottato il fonema /ʔ/) e l'assenza della distinzione del genere nei verbi. A Fès el-Jadid era invece parlato un dialetto hilalico.

## Cultura

### Università
In città si trova l'università Sidi Mohamed Ben Abdellah.

### Eventi
In città si tiene, ogni anno, il festival Musiques sacrées du monde.

## Artigianato

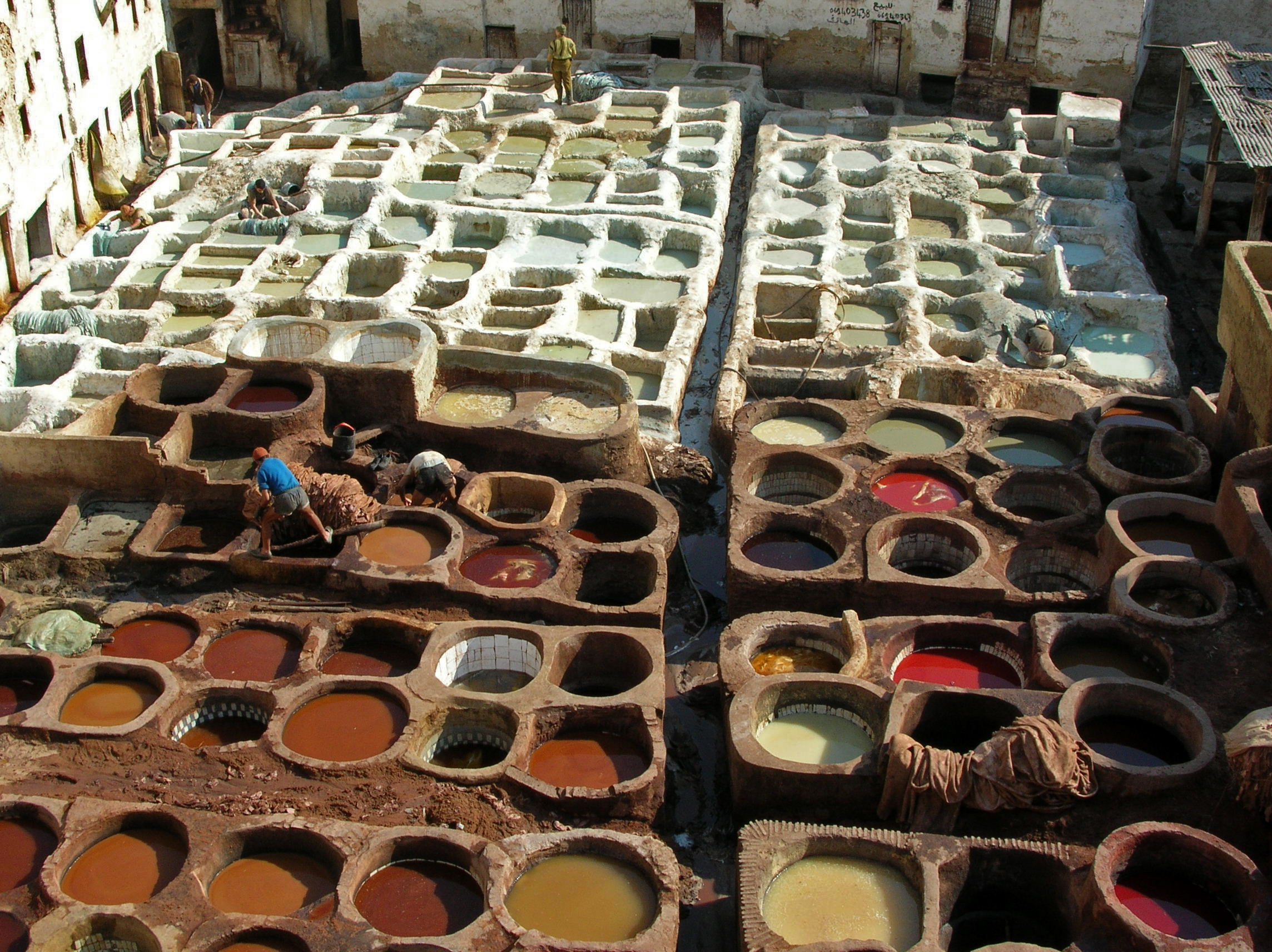
Le tradizionali concerie di pelle.

Tradizionalmente è presente a Fès l'artigianato delle ceramiche blu, dei piatti di rame, dei lavori in cuoio con la concia delle pelli, del legno proveniente dalla vicina Foresta di Cedri.
Le lavorazioni artigianali sono fatte usando metodi tradizionali molto antichi; la visita guidata agli opifici si snoda in ambienti strettissimi, dove gli artigiani tessono con vecchi telai o fabbricano a mano uno per volta i mattoni poi essiccati al sole, oppure costruiscono piani per tavoli o decorano con mosaici a disegni geometrici. A far pensare quasi a un girone dell'inferno dantesco sono le concerie delle pelli, le fabbriche più antiche: secondo la tradizione sarebbero state costruite addirittura dal fondatore della città. Il turista viene munito prima della visita di un rametto di menta da tenere sotto il naso per attenuare il fetore che regna sovrano, e dall'alto del terrazzo di uno dei laboratori può osservare le vasche tonde o quadrate scavate nel suolo per la concia delle pelli o per la tintura, che risaltano per i colori diversi: all'interno delle une o delle altre sono immersi gli operai che provvedono alle operazioni. Generalmente tutti i laboratori artigiani dei vari tipi sono gestiti da cooperative anch'esse di antica formazione.

## Economia
Fondamentale risorsa è il turismo, in particolare di tipo culturale. La città è nota per la sua arte e cultura molto ricca, il cui know-how è gelosamente custodito e tramandato di padre in figlio da generazioni. Negli ultimi anni l'infrastruttura alberghiera ha registrato una rapida crescita, ed esistono alberghi di tutte le categorie, da quelli di lusso ai più modesti, da quelli più tradizionali (Riad) a quelli più moderni.
Tradizionalmente è presente a Fès l'industria tessile con lavorazione del cotone e della lana. Situato nella pianura di Saïss, Fès ha una rilevante industria agroalimentare.

## Infrastrutture e trasporti
La città di Fès è servita dalla stazione ferroviaria di Fès-Ville (che la collega a Rabat e ad altre città, come Casablanca e Marrakech) e dall'aeroporto internazionale Fès-Saïss posto a circa 15 km a sud della città.
Posizionata a circa 200 km dalla capitale Rabat e a 320 km da Oujda, è raggiunta dall'autostrada A2 che unisce queste due ultime città.

## Galleria d'immagini

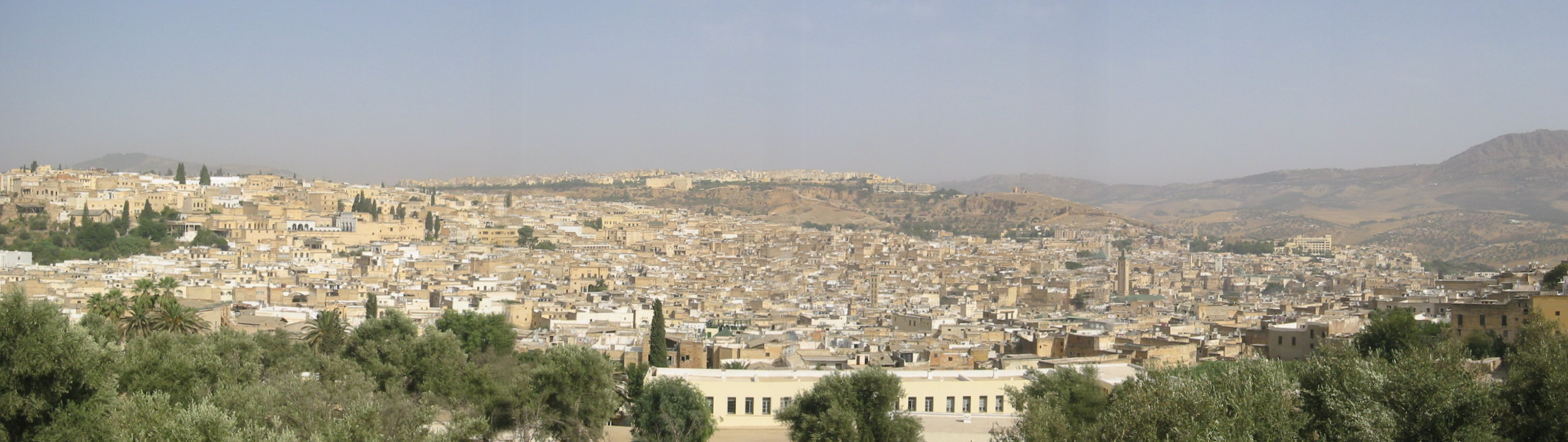
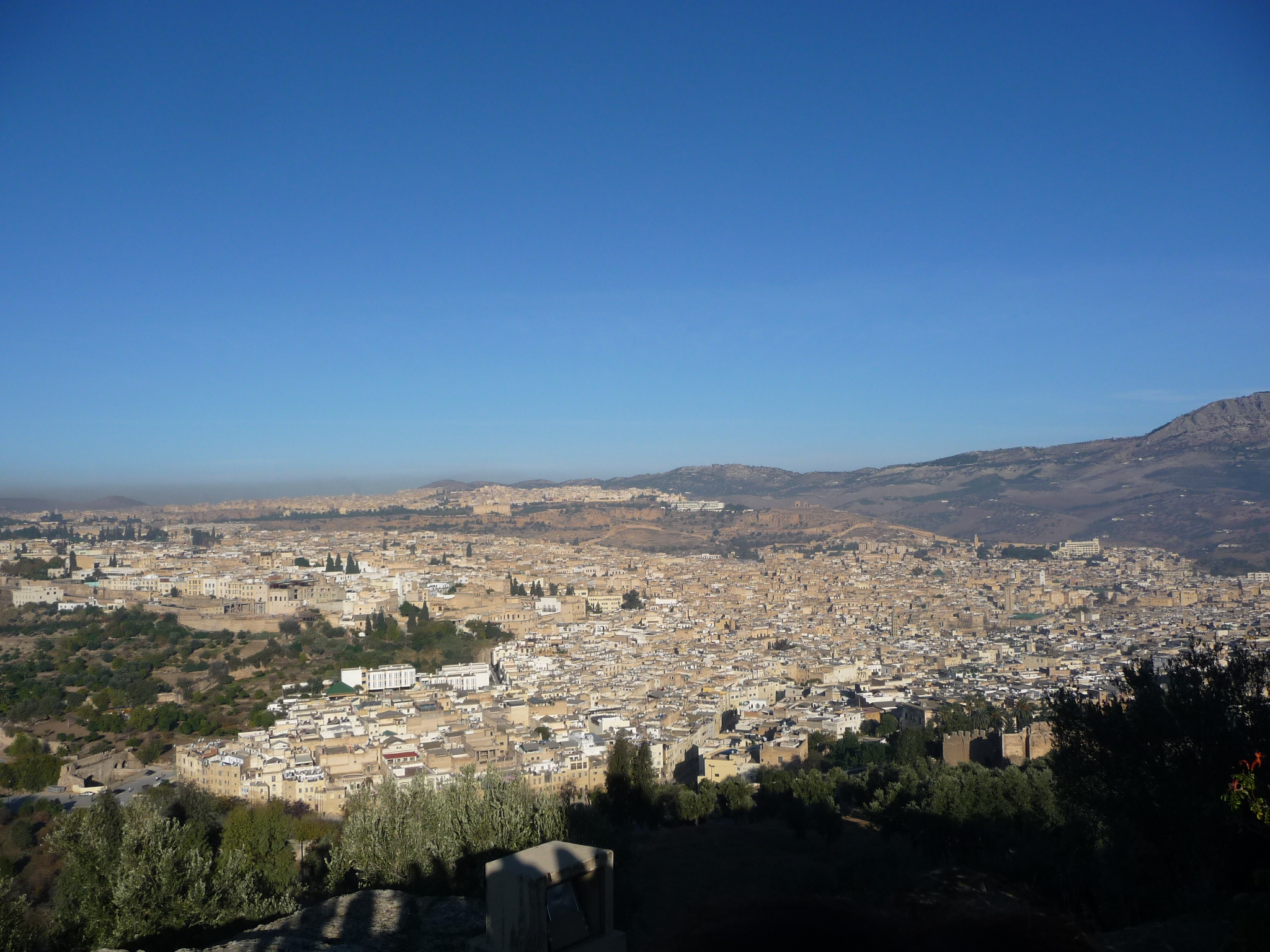
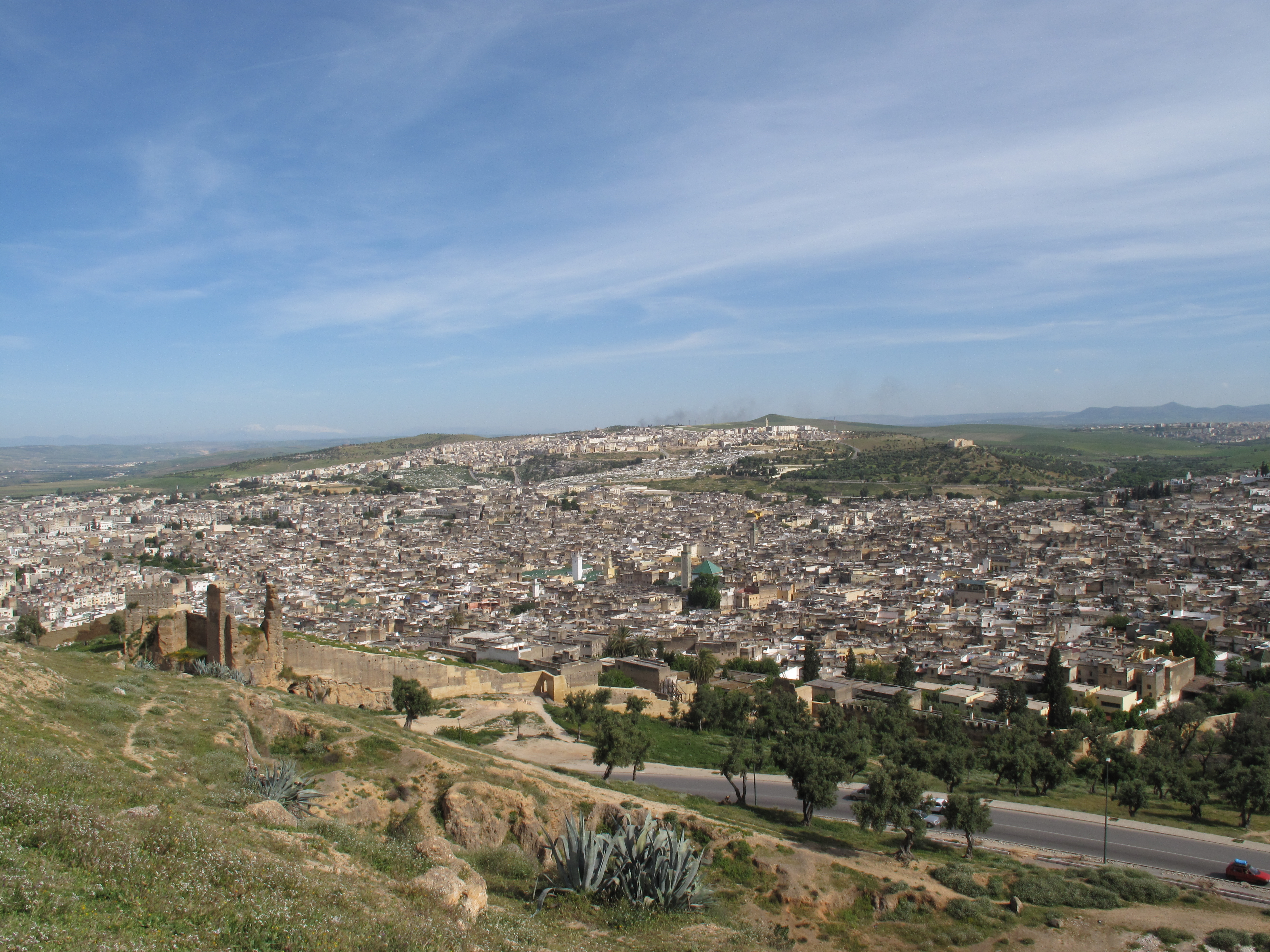
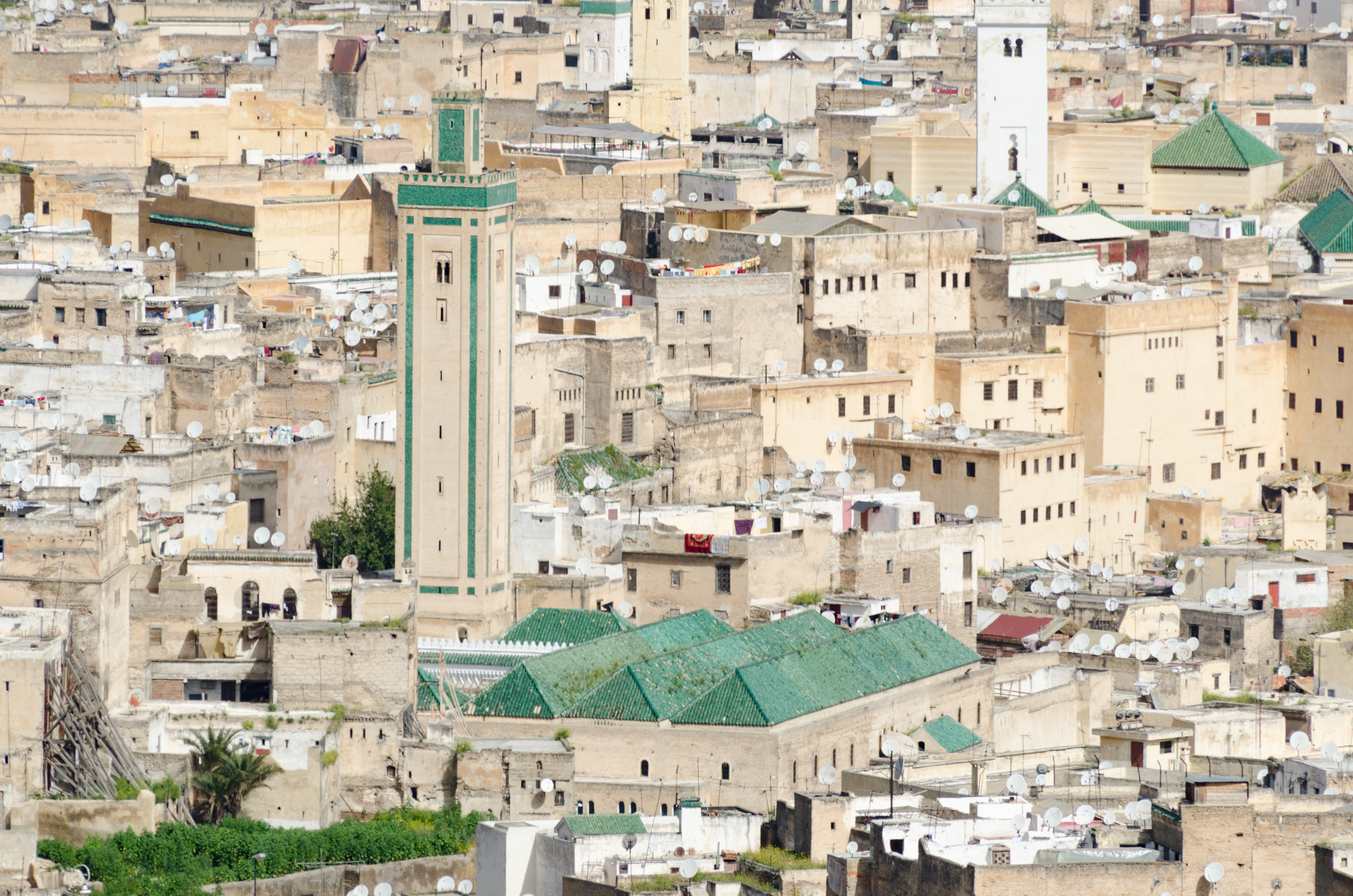
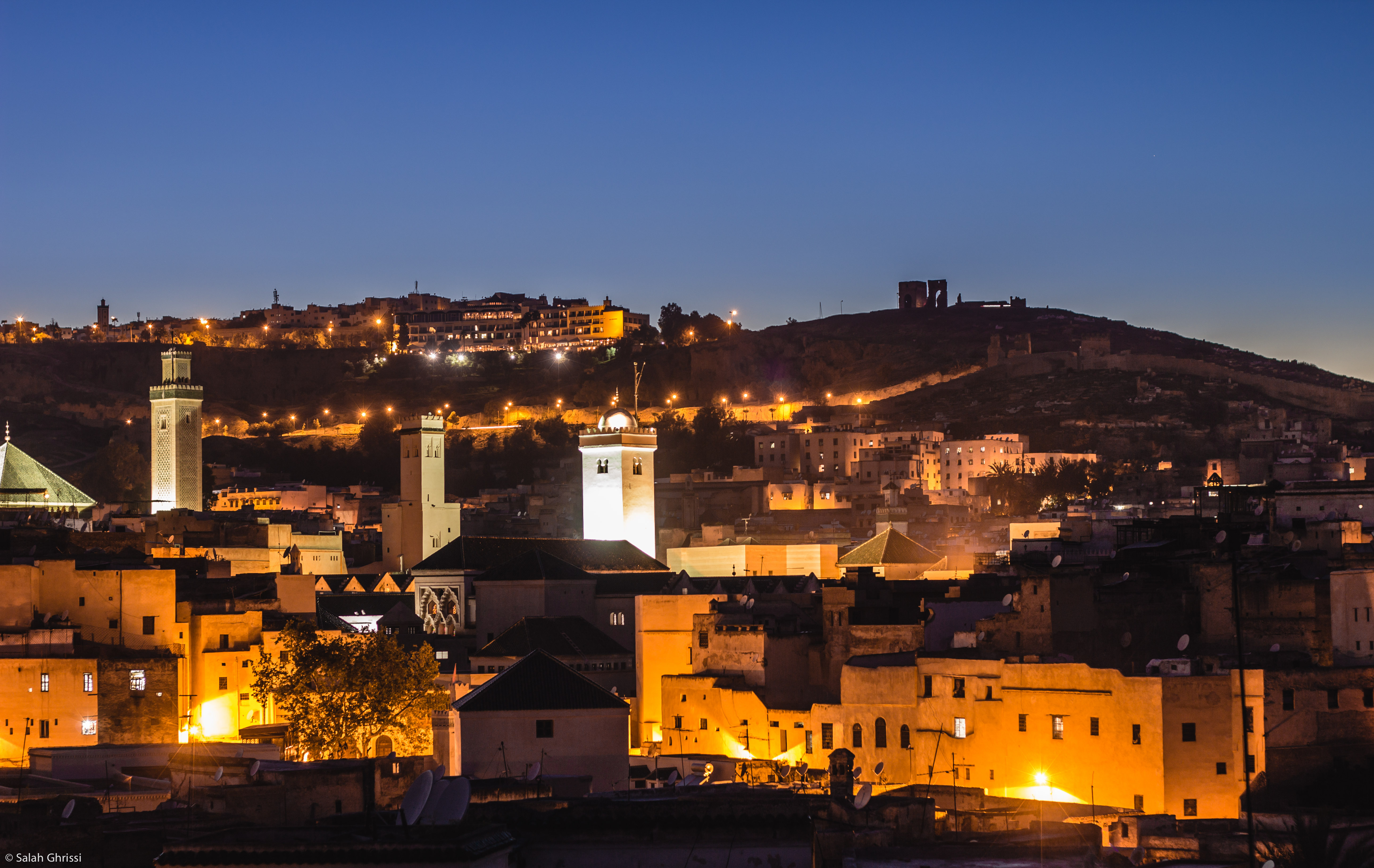
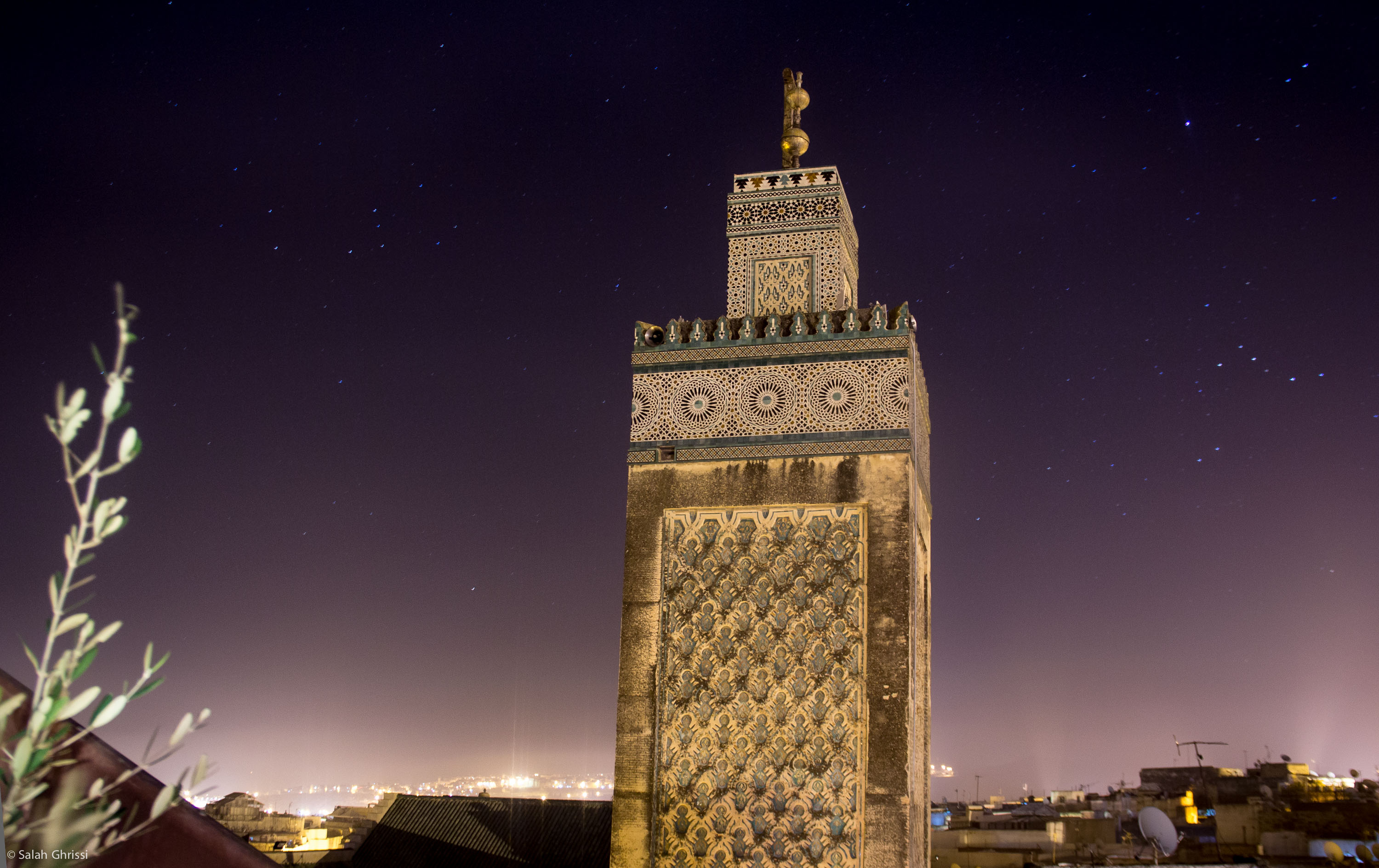
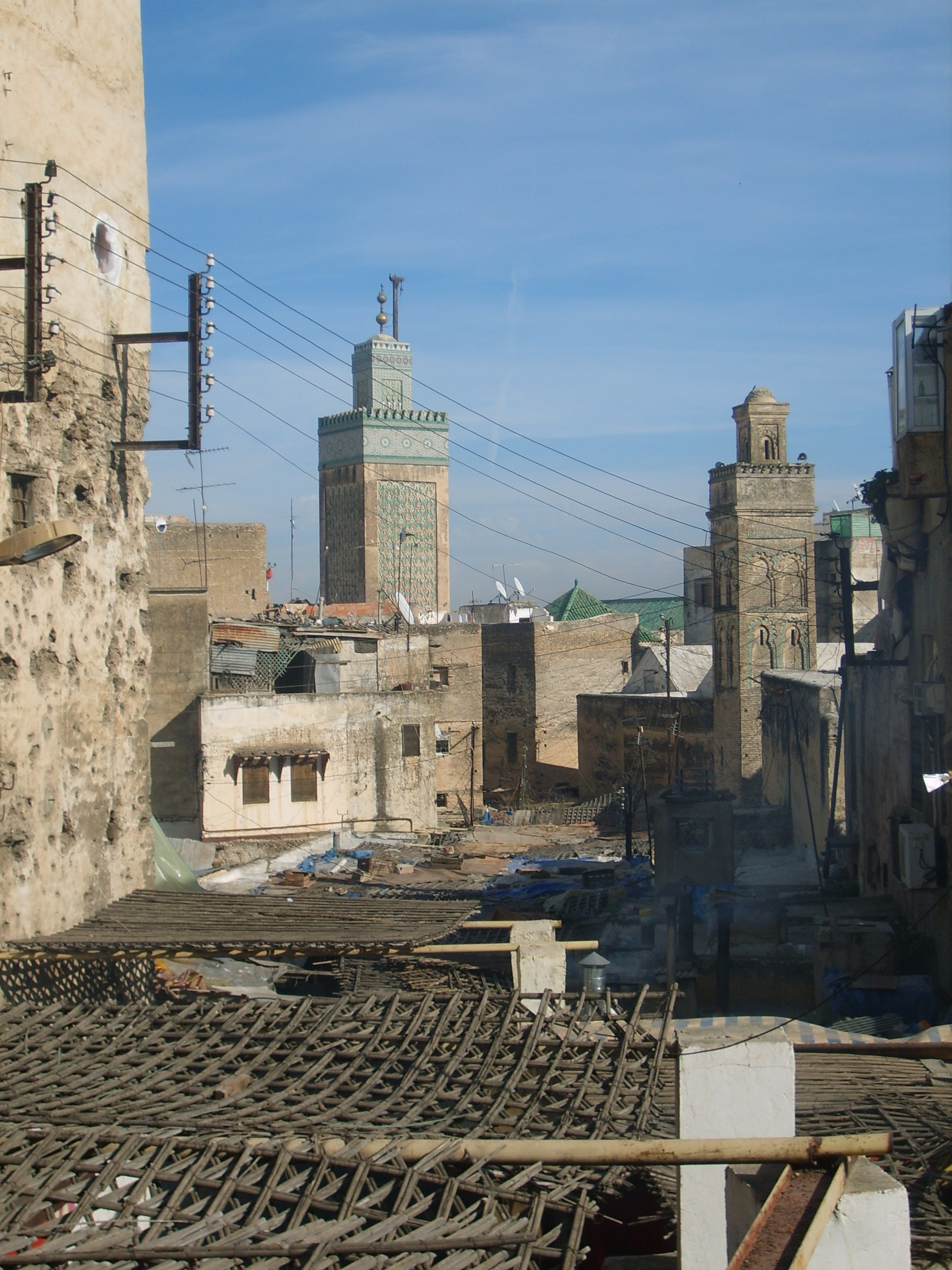
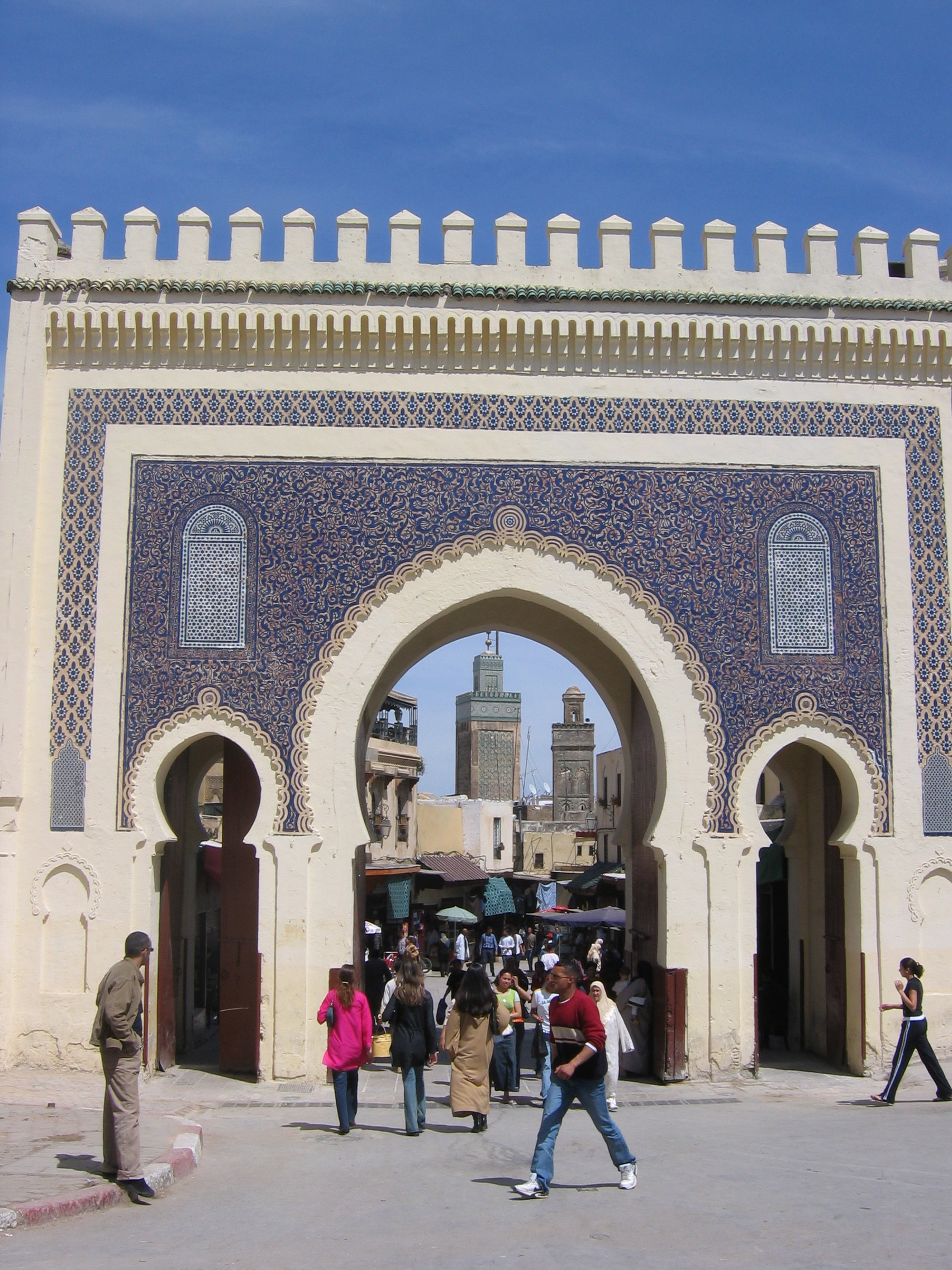
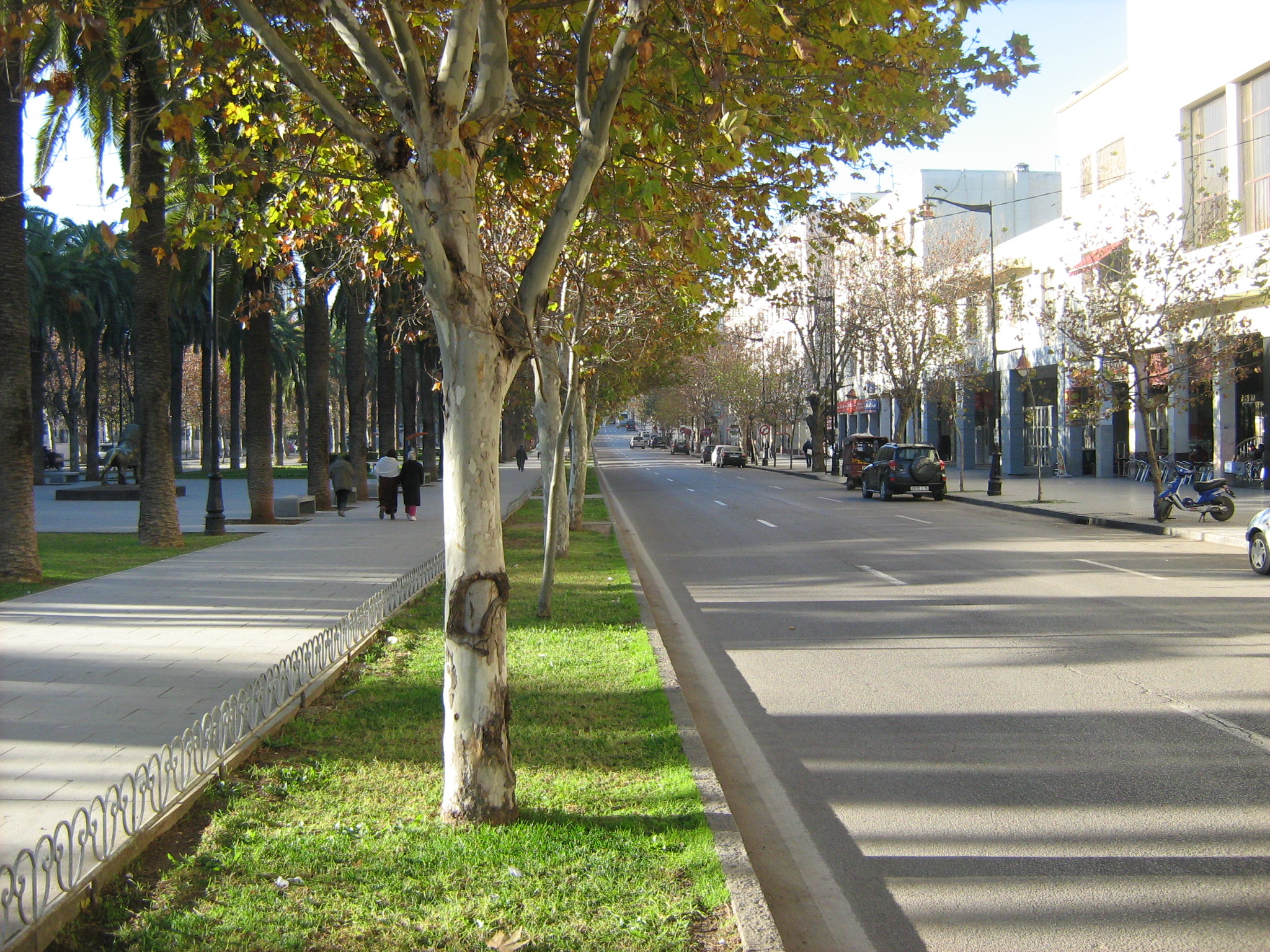
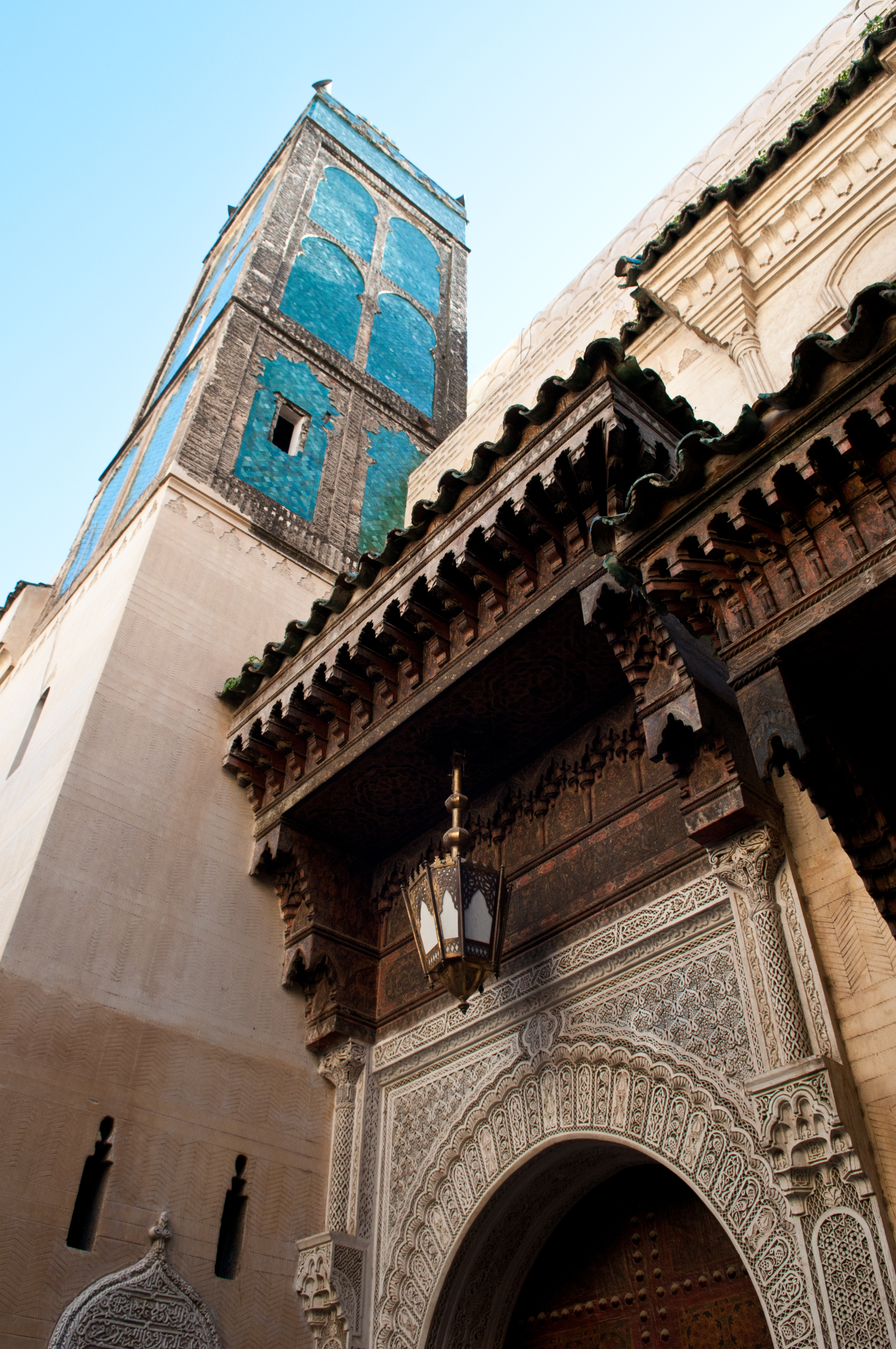
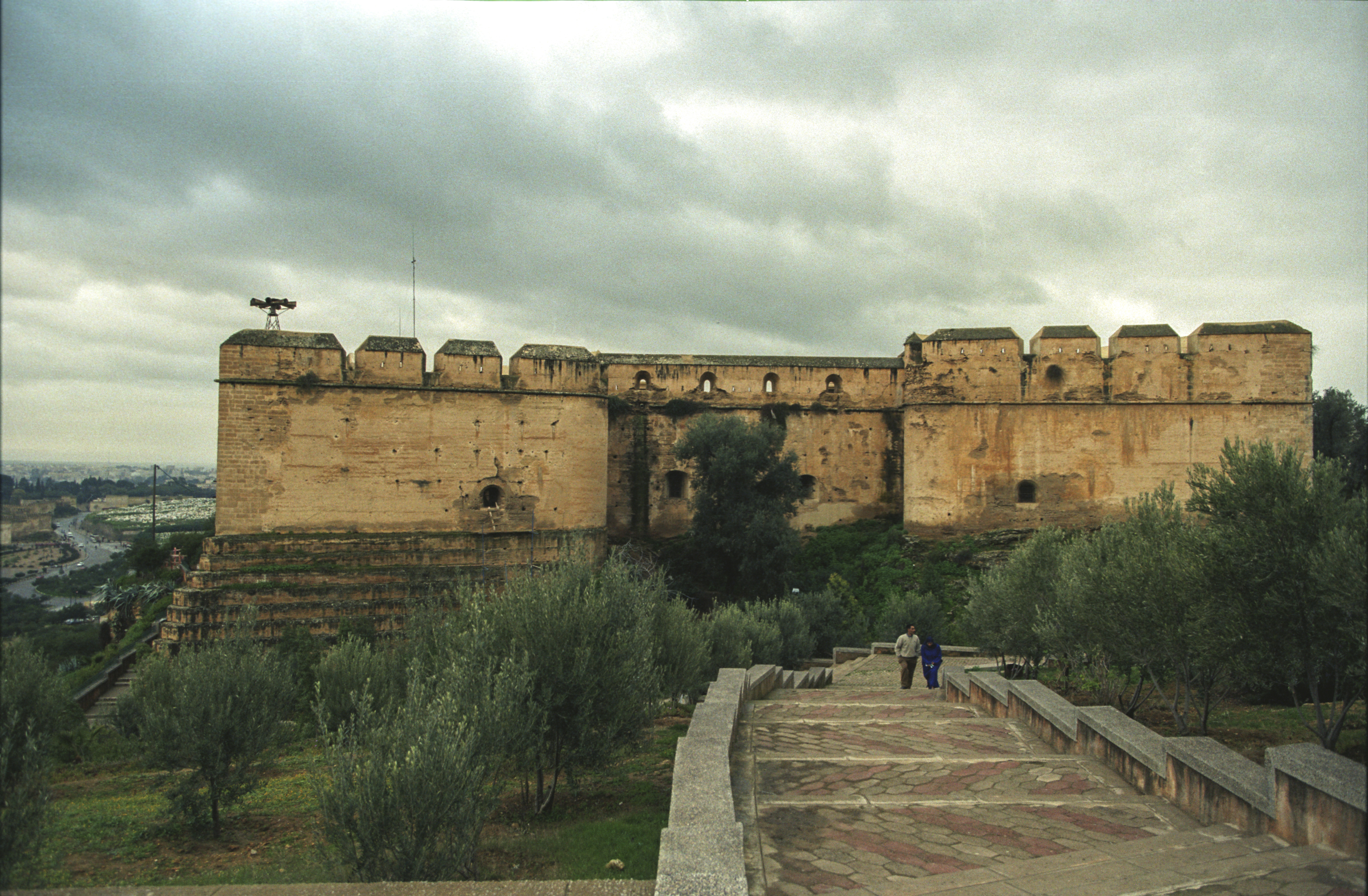
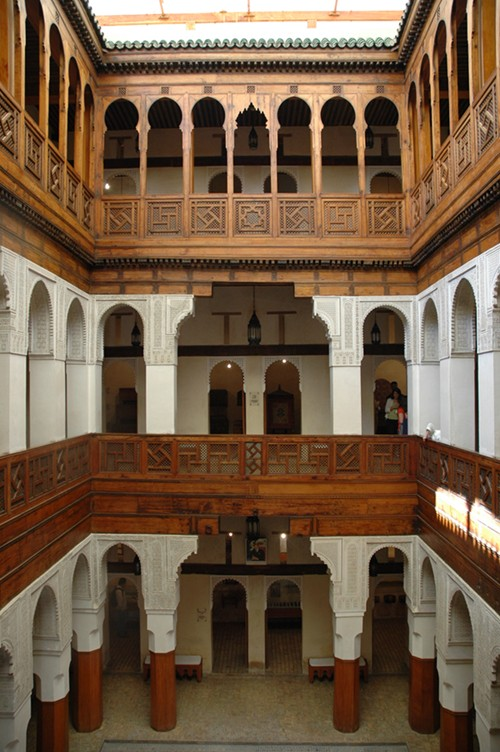
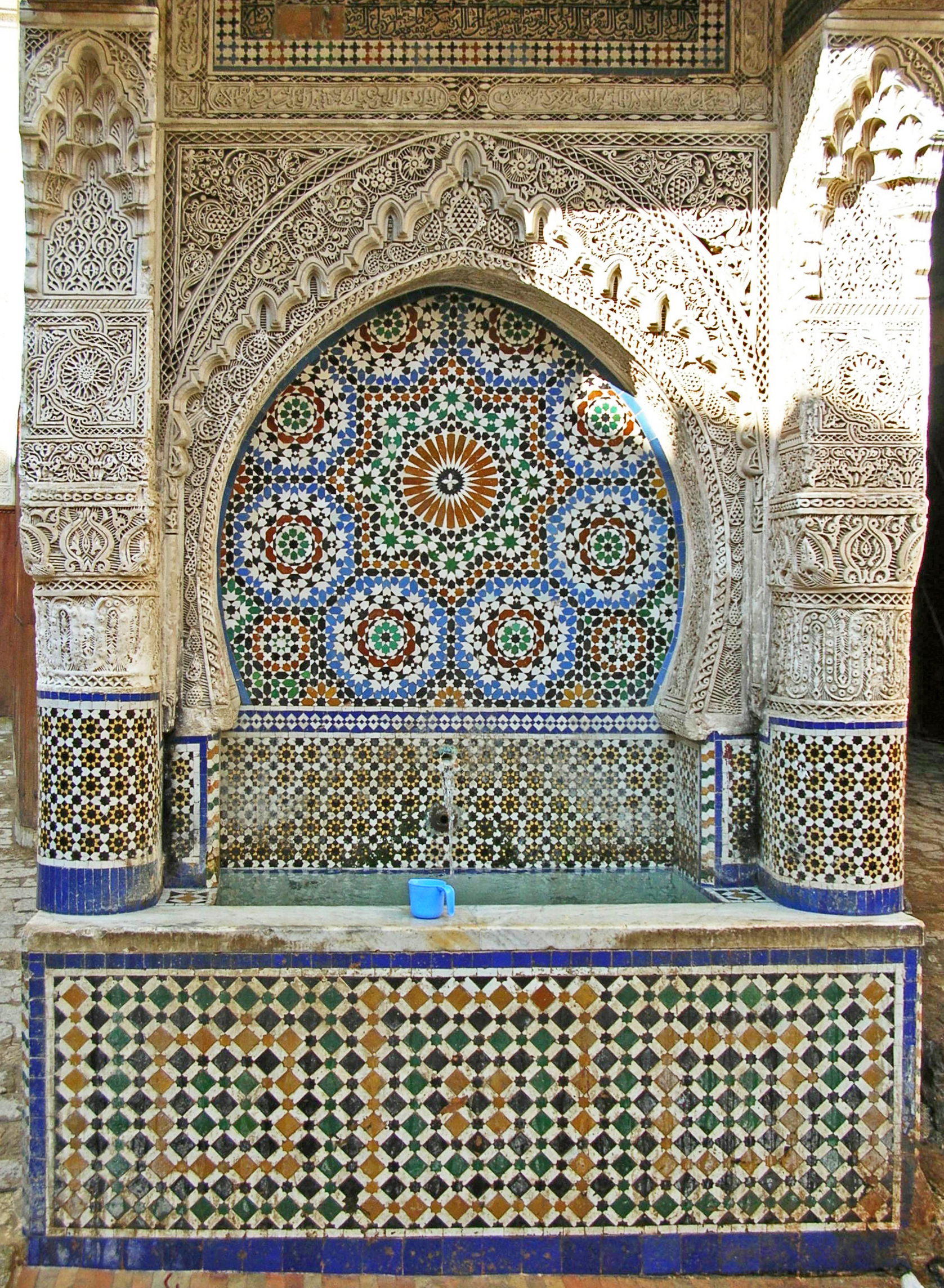

## Amministrazione

### Gemellaggi
- Firenze
- Napoli
- Montpellier, dal 2003
- Strasburgo
- Lahore